# Gmina Hvalsø
Gmina Hvalsø (duń. Hvalsø Kommune) była w latach 1970-2006 (włącznie) jedną z gmin w Danii w okręgu Roskilde Amt. 
Siedzibą władz gminy było miasto Hvalsø. 
Gmina Hvalsø została utworzona 1 kwietnia 1970 na mocy reformy podziału administracyjnego Danii. Po kolejnej reformie w 2007 r. weszła w skład gminy Lejre.

## Dane liczbowe
- Liczba ludności: (♀ 3895 + ♂ 3961) = 7856
  - wiek 0-6: 10,2%
  - wiek 7-16: 14,1%
  - wiek 17-66: 66,1%
  - wiek 67+: 9,6%
- zagęszczenie ludności: 109,1 osób/km²
- bezrobocie: 3,3% osób w wieku 17-66 lat
- cudzoziemcy z UE, Skandynawii i USA: 116 na 10 000 osób
- cudzoziemcy z krajów Trzeciego Świata: 202 na 10 000 osób
- liczba szkół podstawowych: 2 (liczba klas: 48)